# لورالي بيل
لورالي بيل (بالإنجليزية: Lauralee Bell)‏ هي ممثلة أمريكية. ولدت في 22 ديسمبر 1968 في شيكاغو، إلينوي.

## التعليم
درست بيل في مدرسة اللاتين في شيكاغو [الإنجليزية]. و هي ابنة الكاتب والمنتج التلفزيوني وليام جوزيف.

## فيلموغرافيا

### سينما
- 2005 : كاربول جاي : يأمل
- 2009 : عشاء عائلي (فيديو) : كارين أوكونيل
- 2013 : إيزي رايدر: الركوب الخلفي : آن ويليامز

### التلفاز
- 1983 - ذا ينغ أند ذا رستلس(مسلسل تلفزيوني) : كريستين بلير
- 1998 : ووكر تكساس رينجر (مسلسل تلفزيوني) : كيم ريفرز
- 1999 : المحيط الهادئ الأزرق (مسلسل تلفزيوني) : كريستين
- 2006 : عارضة أزياء ( خطايا الماضي ) (تلفزيون) : دونا إريكسون
- 2006 : سي إس آي: ميامي (مسلسل تلفزيوني) : أليسا فالوني
- 2018 : عشيقة زوجي (فيلم تلفزيوني) : جاكي
- 2019 : المستأجر (فيلم تلفزيوني) : كارول ألين

## روابط خارجية
- لورالي بيل على موقع IMDb (الإنجليزية)
- لورالي بيل على موقع ألو سيني (الفرنسية)
- لورالي بيل على موقع أول موفي (الإنجليزية)
- لورالي بيل على موقع قاعدة بيانات الفيلم (الإنجليزية)
- لورالي بيل على موقع كينوبويسك (الروسية)